# فرانک دپستل
فرانک دپستِلِ (متولد ۳ سپتامبر ۱۹۹۷ در تیئنان) والیبالیست اهل بلژیک، کاپیتان و پاسور تیم ملی والیبال بلژیک است.
فرانک سابقه عضویت در باشگاه های روزلار، تسالونیکی، لوکوموتیو بلگورود، پاناتیاکوس، ایسکرا، خارکوف، فنرباغچه را در کارنامه خود دارد.